# Shank (videojuego)
Shank es un videojuego de Yo contra el barrio de acción de desplazamiento lateral en 2D desarrollado por el estudio independiente canadiense Klei Entertainment y publicado por Electronic Arts en 2010. En diciembre de 2011 fue relanzado como parte de la colección Humble Indie Bundle 4.
El juego presenta combates cuerpo a cuerpo y a distancia, así como una amplia jugabilidad de combos acrobáticos. Su trama fue escrita por la coguionista de la saga God of War, Marianne Krawczyk, y narra la historia de la búsqueda de venganza del ex-sicario Shank en la campaña para un jugador, que también presenta una precuela en forma de modo campaña multijugador cooperativo para dos jugadores.
Shank recibió diversas críticas, pero en general obtuvo una recepción positiva. Los críticos generalmente elogiaron el estilo artístico tanto de la jugabilidad como de las escenas, sin embargo, algunos críticos sintieron que el juego tenía un diseño de niveles desigual y una jugabilidad repetitiva. El juego fue un éxito comercial, vendió decenas de miles de copias y se mantuvo entre los 20 mejores juegos de Xbox Live Arcade en el mes de septiembre de 2010. Le siguió una secuela, Shank 2, publicado en 2012 para las mismas plataformas que el primer juego.

## Jugabilidad
Shank cuenta con un estilo artístico que recuerda al de los cómics de antaño. En el juego, el usuario controla a Shank, un ex-sicario de la mafia. El juego cuenta con tres tipos principales de armamento: un par de dagas, armas cuerpo a cuerpo pesadas (la inicial es una motosierra) y armas de fuego (la inicial es un par de pistolas). Cada arma se asigna a un botón del mando y los ataques se pueden combinar para realizar distintos combos. El jugador puede recoger armas de uso temporal de los enemigos caídos, como ametralladoras, rifles y granadas de mano.
Shank tiene otros ataques, como distintos movimientos de agarre, lanzamiento de enemigos y maniobras de salto en la que puede realizar picados para aterrizar sobre enemigos cercanos. También se pueden realizar algunas acrobacias, como balancearse desde postes de luz u otras estructuras altas, y correr estructuras verticales, como vallas publicitarias. Cada uno de los enemigos en pantalla tiene una barra de salud que se muestra en el HUD del jugador, similar a Final Fight.
Shank tiene una campaña cooperativa diseñada para jugar localmente, que es una precuela de la campaña para un jugador. El modo multijugador permite a los jugar como Shank y su socio Falcone. En este modo, se requiere que los jugadores trabajen en equipo para lograr objetivos, como derrotar a los jefes finales. Los jugadores pueden combinar movimientos para realizar ataques especiales con los personajes, actuando juntos. También está disponible la capacidad de revivir a un compañero de equipo caído en caso de que muera en combate.

## Sinopsis
La historia de Shank se cuenta en dos partes, una campaña para un jugador y una campaña cooperativa, que sirve de antesala a la primera. Narra la historia de Shank (doblado por Marcel Davis) desde su época como asesino a sueldo de la mafia hasta su venganza contra la misma mafia por el asesinato de su novia Eva (doblada por Becky Poole).

### Campaña cooperativa
La campaña cooperativa comienza con Shank y su socio y compañero sicario Falcone (doblado por Gavin Cummins) de camino al club de striptease de Cassandra (doblada por Sheila Goold), que ha sido asaltado por una pandilla de moteros. Cuando llegan, los líderes moteros la secuestran. Shank y Falcone los persiguen hasta un callejón y matan a uno, dejando al otro que llevaba a Cassandra. Posteriormente, la pareja se dirige a un combate de lucha libre que su jefe de la mafia, César, había manipulado. Se suponía que The Butcher (doblado por Dave White) perdería la pelea, pero el luchador decide derrotar a su oponente «El Ratón». Se ordena a Shank y Falcone que le den una lección The Butcher. Más tarde, César llama a los dos sicarios y les pide que vayan y se enfrenten a un sacerdote y los miembros de su congregación. Logran secuestrar al sacerdote, el padre Gómez (doblado por Steve Lange), llevándolo con César (doblado por Dave White) y su primo Ángelo (doblado por Tim Gouran). Ángelo le dispara al sacerdote en la cara, cosa que no esperaba Shank; luego se pone el atuendo del sacerdote muerto y toma su lugar para que el asesinato pase desapercibido.
Después, Falcone llama a Shank para informarle de un golpe importante: el teniente alcalde está en la ciudad y debe ser eliminado. Al eliminarlo, la mafia podrá hacerse con el control. Shank y Falcone matan al último guardaespaldas del ayudante y están a punto de sacarlo, cuando Eva es tomada como rehén. De repente, Shank se convierte en víctima de sus dudas y se ve incapaz de apretar el gatillo. Rudy (doblado por David Goldstein), el asistente personal y guardia de César, mata al teniente alcalde y amenaza con matar a Eva, ya que la considera una molestia y un testigo. Shank se lanza rápidamente frente a ella y lo mata. Al darse cuenta de que deben huir, Eva y Shank se dirigen hacia el atardecer. Finalmente, el jugador escucha la voz de César, quien les dice a sus asesinos que los encuentren y los maten.

### Campaña para un jugador
La campaña para un jugador comienza cuando Shank entra en un bar en busca de venganza por Eva, su novia asesinada. Le pregunta al cantinero dónde puede encontrar a un luchador llamado Butcher. Saca un cartel de un evento que menciona la próxima pelea de Butcher. Cuando se va, el cantinero le informa a César sobre el regreso de Shank. Mientras Shank se dirige a la arena de lucha libre, el jugador se entera a través de flashbacks de que Butcher había secuestrado a Eva. Shank llega a la arena y se enfrenta a Butcher, acabando con su vida. Pronto se da cuenta de que mató a un imitador, ya que el luchador muerto tiene un tatuaje distinto al de Butcher. Descubre que Butcher está en otro pueblo y viaja hasta allí.
Tras un violento viaje en tren, Shank llega a una fábrica de carne, el escondite de Butcher. Tras encontrarlo, revela que mató a Eva y se burla de Shank, afirmando que disfrutó cada segundo. Shank y Butcher pelean y Shank finalmente lo asfixia con una cadena. Luego se dirige al Club Stardust, un club de striptease propiedad de Cassandra. Shank se encuentra con Cassandra, momento en el que un flashback muestra que cuando Cassandra estaba a punto de matar a Eva con su katana, Shank la detuvo, cortándole la cara derecha y dejándole una gran cicatriz. Mata a Cassandra y huye del club. En un bar cercano se encuentra con un hombre de la pandilla Venom, llamado Mello (doblado por Eric Reidman), que tiene información. El jugador se entera a través de otro flashback de que Shank formaba parte de una mafia del cártel gobernada por un hombre llamado César. Sin embargo, cuando César le pidió a Shank que matara a Eva como prueba de lealtad, Shank se negó y César ordenó a sus mejores hombres que los localizaran y los mataran a ambos.
Sigue a Mello para localizar al "Padre" Ángelo. Pronto lo alcanza, le corta el brazo izquierdo y le dice que le envíe a Ángelo el mensaje de que le está buscando. Shank sigue el rastro de sangre dejado por Mello que conduce a una iglesia. En la iglesia, Shank tiene otro flashback, que muestra al jugador que Ángelo prendió fuego a la casa de Shank, asegurándose de que Eva no pudiera salvarse. Mientras Shank atraviesa la iglesia, Ángelo lo ataca con un lanzacohetes. Shank lucha contra él, ganando ventaja, pero Ángelo dispara un cohete que hace que la campana de la iglesia caiga sobre Shank, dejándolo inconsciente. Se despierta atado a una silla eléctrica, cara a cara con César. Después de que César se va, Shank se libera, ata a Ángelo a la silla y lo electrocuta.
Shank persigue a César hasta su villa, donde comienza el enfrentamiento final. Mientras pelean, se revela más de su pasado. Shank habría obedecido la orden de matar a Eva, pero al llegar Eva reveló que estaba embarazada de su hijo. Shank explica que César siempre le había enseñado la importancia de la familia y por eso no la mató. César responde que si hubiera sabido esto, las cosas podrían haber sido diferentes. A medida que la pelea se acerca a su fin, Shank es apuñalado y disparado varias veces en el pecho. A pesar de esto, todavía logra matar a César. El juego termina con Shank caminando hacia el atardecer, con su venganza cumplida.

## Desarrollo y márquetin

Un diseño conceptual del personaje Falcone. Algunos diseños se crearon primero en papel y luego se diseñaron por ordenador.

El desarrollo de Shank comenzó en enero de 2009. La idea del juego fue creada por Jeff Agala y el director ejecutivo de Klei Entertainment, Jamie Cheng. Cheng lo describió como una «oda a Double Dragon con una sensación de película de Tarantino». La historia fue escrita por la cocreadora de God of War, Marianne Krawczyk. Los diseños de personajes se crearon primero como dibujos en papel, para posteriormente recrearse por ordenador. Agala fue directora creativa del juego y responsable del diseño principal de los personajes. La artista de Klei Entertainment, Meghan Shaw, fue responsable de conceptualizar el diseño de niveles para el juego. El equipo usó una combinación de herramientas de nivel y efectos junto con una canalización flash personalizada para que los animadores construyeran los elementos. La mayor parte de la animación de personajes fue realizada por el artista Aaron Bouthillier. El equipo de animación estaba compuesto principalmente por animadores de dibujos animados, lo que hizo que la canalización de los elementos fuera más intuitiva y la producción más rápida. La iluminación del juego también es dinámica, con personajes que se vuelven más oscuros cuando están lejos de fuentes de luz, o que aparecen como siluetas contra un fondo de puesta de sol. El estilo artístico estuvo influenciado por los cómics de la Edad de Oro, los dibujos animados de los sábados por la mañana y las novelas gráficas.

El juego se anunció públicamente en Penny Arcade Expo el 4 de septiembre de 2009. El 5 de agosto de 2010, Klei Entertainment anunció que lanzaría la banda sonora original de Shank de forma gratuita para descargar en su web oficial si 1500 personas se unían a su comunidad en Facebook. Alcanzaron su objetivo en tres horas. Posteriormente, la banda sonora completa se remasterizó para que fuera «apta para el consumo» y se lanzó de forma gratuita el 23 de agosto de 2010. Como colaboración promocional del juego, el personaje principal de DeathSpank está disponible como uno de los disfraces alternativos de Shank.

## Recepción
Shank recibió diversas críticas variadas por parte de los evaluadores, pero en general tuvo una recepción positiva. La versión de PlayStation 3 tiene una puntuación del 75,86 % en GameRankings, mientras que la versión para PC tiene una puntuación del 76,33 % y la de Xbox 360 del 75,11 %. Metacritic da puntuaciones similares, con la versión de PlayStation 3 con un promedio de 75/100, la versión para PC 74/100 y la de Xbox 360 de 71/100.

## Secuela
La secuela fue lanzada en febrero de 2012 para las mismas plataformas (Microsoft Windows, PlayStation 3 y Xbox 360), también desarrollada por Klei Entertainment y publicada por Electronic Arts. Shank 2 presenta un nuevo modo de supervivencia multijugador, mecánicas de combate actualizadas y nuevas armas. A diferencia del primer juego, Shank 2 carece de un modo de historia cooperativo y en su lugar ofrece un modo de supervivencia para dos jugadores. Jamie Cheng de Klei Entertainment dijo: «Lo que hicimos fue destrozar el juego y reconstruirlo para permitirnos tener controles más sensibles y mejores gráficos. Desarmamos nuestro sistema de combate... y creamos nuevos controles para poder usar las armas de los enemigos contra ellos mismos».
La secuela tiene lugar después de los eventos del Shank original. Con la figura de César, su mentor, ya muerto, Shank regresa a casa para descubrir que los cárteles han sido reemplazados por un régimen militar y su familia adoptiva está luchando para oponerse al general que está muriendo lentamente. Estos hechos lo han obligado a tomar una medida cruel pero oportuna para hacer frente a los cárteles. Cuando Shank intenta pasar un puesto de control militar, se ve envuelto en una batalla entre los rebeldes y el ejército.